# Knud Erik Hede
Knud-Erik Hede født 1946 er en tidligere dansk atlet.
Hede startede karrieren i Østerbro-klubben Københavns IF men i forbindelse med opsplitningen af KIF i 1973 gik han med i den nystartede AK73. Han vandt det danske meterskab på 3000 meter indendørs 1971 samt holdcross i 1971 og 1972 .

## Danske mesterskaber
- Guld 1971 holdcross
- Guld 1971 3000 meter inde 8:44.6
- Guld 1970 holdcross
- Bronze 1969 5000 meter 14:50.2